# Aigle (héraldique)
Pour les articles homonymes, voir Aigle (homonymie).

Aigle éployée.

Une aigle est une figure héraldique naturelle féminine, employée dès les croisades.
Issue de l'aigle romaine, elle devient le symbole de l'Empire[précision nécessaire] et gagne même une deuxième tête sous la dynastie byzantine des Comnènes.
Cette concurrente aérienne du lion vole rarement, et ce peut-être pour marquer sa suprématie : elle peut régner sur les mêmes zones que le lion, alors que le dernier n'a aucun pouvoir dans les airs, qui deviennent symboliquement un monde supérieur.

## Représentation
L'aigle est représentée par défaut de face, pattes et plumes de queue écartées, ailes ouvertes et plumes déployées (on dit vol éployé) et tête de profil, regardant à dextre, comme il se doit pour tout animal héraldiquement correct.
L'aigle héraldique a les pattes dégarnies, souvent rouges (de gueules), ressemble donc plus à un faucon de chasse qu'à un aigle naturel, qui a les pattes couvertes de plumes jusqu'aux serres (forme que retrouvera l'aigle des Premier et Second Empires).

## Attributs
L'aigle a été nettement plus utilisée dans les armes dans les régions du centre et de l'est de l'Europe et n'a pas connu la même diffusion que le lion dans les régions plus occidentales. De ce fait, elle n'a pas connu la même banalisation. C'est sans doute pour cette raison que les variantes sont moins nombreuses.
- L'aigle bicéphale (fig. 1), née de la réunion des deux empires romains, a même généré une variante tricéphale éphémère en 1229 par Frédéric II qui pensait y adjoindre le royaume de Jérusalem (fig. 2).
- L'aigle de la fig. 3 se blasonne ainsi : d'argent (le champ est blanc) à une aigle de gueules (rouge), au vol abaissé (ailes dont les plumes pendent), becquée de sable (bec noir), languée de sinople (langue verte), membrée d'azur (pattes bleues), armée d'or (griffes jaunes).

bien que théoriquement possible, des aigles aussi bariolées que cet exemple d'« école » ne se rencontrent guère ;
- On la trouve accompagnée d'accessoires, assez souvent couronnée, ou comme dans la fig. 4, nimbée d'argent (auréolée de blanc, on emploie aussi diadémée) tenant une épée du même (blanche aussi).
- Elle peut être mutilée : sans tête, elle sera décollée, sans queue ni pattes ni cuisses, elle sera estropiée.

- Elle sera mornée si elle est sans griffes ni langue, mais cet attribut n'est pas spécifique à l'aigle, qui prive aussi des dents quand il pourrait y en avoir, comme pour le lion.

En Europe centro-orientale (Prusse, Brandebourg, Silésie…), l’aigle est volontiers pourvue d'un Kleestengel, c’est-à-dire d'un demi-cercle posé pour souligner la structure des ailes. Ce demi-cercle peut être tréflé sans que ce soit blasonné. De gueules à une aigle d’argent, becquée, languée, membrée, liée et couronnée d’or, qui est de Pologne.
- L’aigle de Bohême (ancien), dite de saint Wenceslas ou (fautivement) flamboyante : D’argent à l’aigle de sable, membrée, becquée, languée et flamboyante de gueules, couronnée d’or. Le terme flamboyant est ici fautif, car il signifie que le meuble ondule à la manière d'une flamme et non qu'il en sort des flammes, ce qui se blasonne par flambant ou mieux : enflammé.

Éléments d'aigles
On emploie parfois séparément les têtes et les serres d'aigles. Une paire d'ailes porte le nom de « vol », la senestre seule, de « demi-vol » (la dextre étant un demi-vol contourné). Une aile terminée par une serre est une griffe ailée.
Aigle napoléonienne
L'héraldique napoléonienne a rétabli une aigle plus proche du modèle naturel et du modèle romain, volante, ou en tout cas essorante (prenant son essor, son envol), mais qu'on retrouve plutôt dans les ornements extérieurs de l'écu.
L'aigle au naturel est représentée de profil et la tête de face, comme sur les armoiries de Napoléon. L'aigle adoptée par Napoléon Ier n'a aucun caractère héraldique, elle est représentée au naturel d'après un dessin d'Isabey emprunté aux aigles des tombeaux des Cisconti[Qui ?], qui ressemblent à des aigles de lutrin. En héraldique d’Empire, les princes souverains portent un chef d’azur chargé d’une aigle d’or contournée, ailes déployées, empiétant un foudre du même. Ce blason est celui de l’Empire.

Aigle essorante.

## Famille de l'aigle

### Aigle bicéphale
Aigle héraldique représentée avec deux têtes : D'argent à l'aigle bicéphale de gueules.
L'aigle bicéphale apparaît comme emblème souverain au XVe siècle, et devient le signe du Saint-Empire que l'on joint aux ornements du tombeau de Charlemagne. Symbole de l'Empire, elle est utilisée par la Russie au XVIIIe siècle. Utilisée comme ornement extérieur, elle sert de support aux armes de l'empire d'Autriche.
D'or à l'aigle bicéphale de sable, becquée, membrée et lampassée de gueules, et couronnée d’or, qui est de l’empire d’Autriche.
L’aigle bicéphale couronnée peut avoir une seule couronne (comme en Autriche) ou une pour chaque tête (cf. le gouvernement de Tauride).
RemarquesAigle « éployée » qui signifie que l'aigle est représentée les ailes ouvertes, leurs extrémités tendantes vers le chef, selon certains auteurs comme L.-A. Duhoux d'Argicourt, est souvent utilisé comme synonyme de bicéphale pour d'autres auteurs comme O'Kelly, Jean-Baptiste Rietstap, Charles de Grandmaison entre autres, ce qui est problèmatique. Pour cette raison, il vaut mieux complètement éviter ce terme (« éployée » ou « au vol étendu » étant la position des ailes par défaut, il est inutile de le blasonner), et utiliser le terme incontesté de « bicéphale » pour la double tête, bien que ce dernier n'apparaisse que vers 1845, ou alors « à double tête » si on veut rester puriste par rapport à l'époque.

### Demi-aigle
Lorsque l'aigle est partagée en deux dans un mi-parti, une coutume graphique consiste à ne pas couper la tête ni le col, qui apparaissent dégagés, si bien qu'on ne sait s'il s'agit d'une aigle normale ou bicéphale. C'est le cas de nombreux blasons frisons, ayant cette demi-aigle dans la moitié dextre. Le cas se complique quand celle-ci est dans la moitié sénestre : on peut se demander s'il s'agit d'une bicéphale ou bien d'une tête simple mais contournée.

### Alérion
L'aigle jeune, en nombre et dépourvue de pattes et de bec, s'appelle un alérion. Très anciennement (XIe siècle), on nommait les alérions des aigliaux. D'argent à trois alérions de gueules.
Les alérions diffèrent des merlettes en ce qu'ils ont les ailes étendues.

### Aiglette
En nombre et réduites, les aigles prennent le nom d'aiglettes (on dit également aiglon ou aiglat). Contrairement aux alérions, les aiglettes ont bec et pattes.
- Nom donné aux aigles mises en nombre sur un écu. Les aiglettes sont au nombre de trois au moins.

- On appelle aussi aiglette une aigle seule quand elle sert de pièce secondaire, posée sur une pièce honorable ou n'occupant pas la partie principale de l'écu. D'argent à cinq aiglettes de gueules.

La Trémoille porte d'or au chevron de gueules, accompagné de trois aiglettes d'azur, becquées et membrées de gueules.

### Harpie et griffon
L'aigle a enfanté quelques figures monstrueuses dont la harpie et le griffon ; ce dernier est composé également d'éléments du royal concurrent terrestre de l'aigle, le lion.
Pour mieux spécifier la harpie, la tête et la poitrine sont volontiers rendues au naturel, ou d’une autre couleur (harpie d'or gorgée de gueules, etc.).

## Armorial des aigles
Armes simples dans lesquelles figurent des aigles :

(abréviations utilisées : B pour Becquée, M pour Membrée, L pour Languée, G pour Gueules, Ar pour Argent)
Aigles simples
| Champ   | Aigle              | Attributs et accessoires                                                                                 | Blason                                                      |
| ------- | ------------------ | --- | ----------------------------------------------------------- |
| Argent  | Azur               | B et M d’or, L de gueules                                                                                | Oświęcim (Auschwitz)[réf. nécessaire]                       |
| Argent  | Azur               | B, L et M de gueules, couronnée d’or, chargée d’un croissant échiqueté de gueules et d’or                | Carniole (Duché de Krain) (Slovénie et Croatie)             |
| Argent  | Gueules            | B et M d’or, chargée de deux demi-cercles tréflés d’or                                                   | Brandebourg                                                 |
| Argent  | Gueules            | B et M d'or, tenant dans ses griffes deux trèfles de sinople                                             | Gorzów Wielkopolski                                         |
| Argent  | Gueules            | B, L et M d’or                                                                                           | Tyrol                                                       |
| Argent  | Sable              | — | Argentan                                                    |
| Argent  | Sable              | — | de Marbré                                                   |
| Argent  | Sable              | B, M et couronnée d’or, tenant sur son dos une croix de procession du même lampassé et allumé de gueules | Tchernihiv                                                  |
| Argent  | Sable              | B, L, M de gueules                                                                                       | Sicile, Hohenstaufen ; aussi Ramsay                         |
| Argent  | Sable              | B, L, M et flamboyante de gueules, couronnée d’or                                                        | Bohême primitif                                             |
| Argent  | Sable              | B, L, M, couronnée et liée d’or                                                                          | Prusse                                                      |
| Argent  | Sable goutté d’or  | B, M et liée d’or, languée de gueules                                                                    | Trente                                                      |
| Azur    | Argent             | B, L et M et couronnée d’or                                                                              | Modène                                                      |
| Azur    | Argent             | B, L et M et couronnée d’or                                                                              | Este                                                        |
| Azur    | Échiquetée Ar et G | B, L, M d’or                                                                                             | Moravie (ancien)                                            |
| Azur    | Échiquetée Or et G | B, L, M et couronnée d’or                                                                                | Moravie (récent)                                            |
| Azur    | Or                 | — | Haut-Palatinat                                              |
| Azur    | Or                 | B et L et M de gueules, tenant une croix, accompagnée d’un soleil et d’une lune                          | Valachie                                                    |
| Azur    | Or                 | B, L et M de gueules                                                                                     | Frioul                                                      |
| Azur    | Or                 | B, L et M de gueules                                                                                     | Teschen                                                     |
| Gueules | Argent             | — | Tarentaise                                                  |
| Gueules | Argent             | B et L et M, liée et couronnée d’or                                                                      | Pologne                                                     |
| Gueules | Argent             | Becquée et membrée d’or                                                                                  | Aire-sur-la-Lys                                             |
| Gueules | Argent             | Couronnée et membrée d’or                                                                                | Francfort-sur-le-Main                                       |
| Gueules | Argent             | Empiétant une banderole…                                                                                 | Agen                                                        |
| Gueules | Or                 | — | Archidiocèse de Besançon                                    |
| Or      | Azur               | — | famille de Sablé, maison de Preuilly et Preuilly-sur-Claise |
| Or      | Gueules            | Becquée et membrée de sable                                                                              | Potsdam                                                     |
| Or      | Gueules            | — | Zähringen                                                   |
| Or      | Sable              | B, L et M de gueules                                                                                     | Allemagne                                                   |
| Or      | Sable              | Becquée et membrée de gueules                                                                            | Aix-la-Chapelle                                             |
| Or      | Sable              | Becquée et membrée de gueules                                                                            | Dortmund                                                    |
| Or      | Sable              | B, L et M de gueules, portant en cœur un écu d'or au pal de gueules chargé de trois chevrons d'argent    | Neuchâtel                                                   |
| Or      | Sable              | — | Savoie ancien                                               |
| Or      | Sable              | B, L et M de gueules, chargée d’un croissant surmonté d’une croix d’argent                               | Silésie                                                     |
| Sable   | Or                 | — | Palatinat de Thuringe                                       |

Aigles bicéphales
| Champ   | Aigle  | Attributs et accessoires                                                             | Blason           |
| ------- | ------ | ------------------------------------------------------------------------------------ | ---------------- |
| Argent  | Sable  | Surmontée d’une couronne d’or                                                        | Tchernigov       |
| Argent  | Gueule | B, L, M d'azur                                                                       | Azincourt        |
| Azur    | Argent | B et M d'or                                                                          | Arnhem           |
| Gueules | Argent | B, L et M d’or                                                                       | Monténégro       |
| Gueules | Argent | B, L, M et Couronnée d’or, deux fleurs de lys d’or sous les pattes                   | Nemanya (Serbie) |
| Gueules | Or     | —                                                                                    | Constantinople   |
| Gueules | Sable  | —                                                                                    | Albanie          |
| Or      | Sable  | B, L, M de gueules et Couronnée d’or                                                 | Autriche         |
| Or      | Sable  | B, M et Couronnée de gueules                                                         | Essen            |
| Or      | Sable  | Un écu d'argent à la fasce de sinople en abîme                                       | Groningue        |
| Or      | Sable  | Un écu d'azur au lion couronné d'or, lampassé et armé de gueules, en abîme           | Nimègue          |
| Or      | Sable  | B, L et M de gueules, un écu coupé d'argent et de gueules en abîme                   | Lübeck           |
| Or      | Sable  | B, M et deux couronnes d’or, languée et armée de gueules, un écu de Moscou en abîme… | Russie           |
| Or      | Sable  | B, M et Couronnée d’or, languée et armée de gueules, un écu en abîme…                | Tauride          |
| Sable   | Argent | B, L et M d’or                                                                       | Saarwerden       |
| Sable   | Argent | B et M de gueules                                                                    | Fouesnant        |

## Armes parlantesavec l'aigle

### Familles
- famille des Acres, qui détenait le fief de L'Aigle (Orne) : D'argent à trois aigles de sable.

### Communes

#### En France
- Aiglun (Alpes-de-Haute-Provence) : D'azur à la fasce d'or chargée de trois aigles de sable.
- Aiglun (Alpes-Maritimes) : D'azur à l'aigle d'argent empiétant un poisson du même.
- Aiglemont (Ardennes) : De sinople aux deux aigles au vol abaissé d'argent, mantelé de gueules à une aigle au vol abaissé aussi d'argent.
- L'Aigle (Orne) : D'or à l'aigle bicéphale de sable, au chef d'azur chargé de trois fleurs de lys d'or.

### À l'étranger
- Aigle (Suisse) et son district : Coupé de sable et d'or à deux aigles, de l'une dans l'autre.